# Megaesôfago

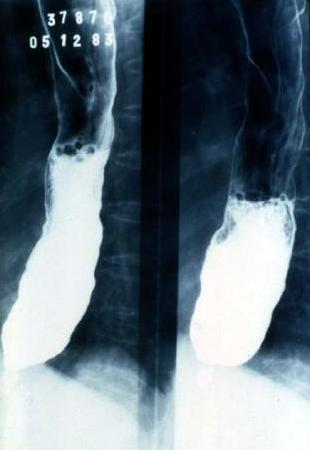
Megaesôfago na doença de Chagas.

Megaesôfago é o grave alargamento do esôfago, podendo apresentar como sintomas dificuldade de deglutição, sensação de entalo e ainda dor torácica, regurgitação e emagrecimento. Pode ser secundário a algumas enfermidades, como a forma crônica da Doença de Chagas e algumas deficiências da síntese de colágeno, como nas Síndromes de Marfan e de Ehlers-Danlos.